# Sloboda-Romanivska, Novohrad-Volînskîi
Sloboda-Romanivska (în ucraineană Слобода-Романівська) este un sat în comuna Nova Romanivka din raionul Novohrad-Volînskîi, regiunea Jîtomîr, Ucraina.

## Demografie
Componența lingvistică a localității Sloboda-Romanivska
     Ucraineană (99,49%)
     Alte limbi (0,51%)
Conform recensământului din 2001, majoritatea populației localității Sloboda-Romanivska era vorbitoare de ucraineană (99,49%), existând în minoritate și vorbitori de alte limbi.